# Hypogastrura janetscheki
Hypogastrura janetscheki is een springstaartensoort uit de familie van de Hypogastruridae. De wetenschappelijke naam van de soort is voor het eerst geldig gepubliceerd in 1959 door Steiner.